# Brageprisen

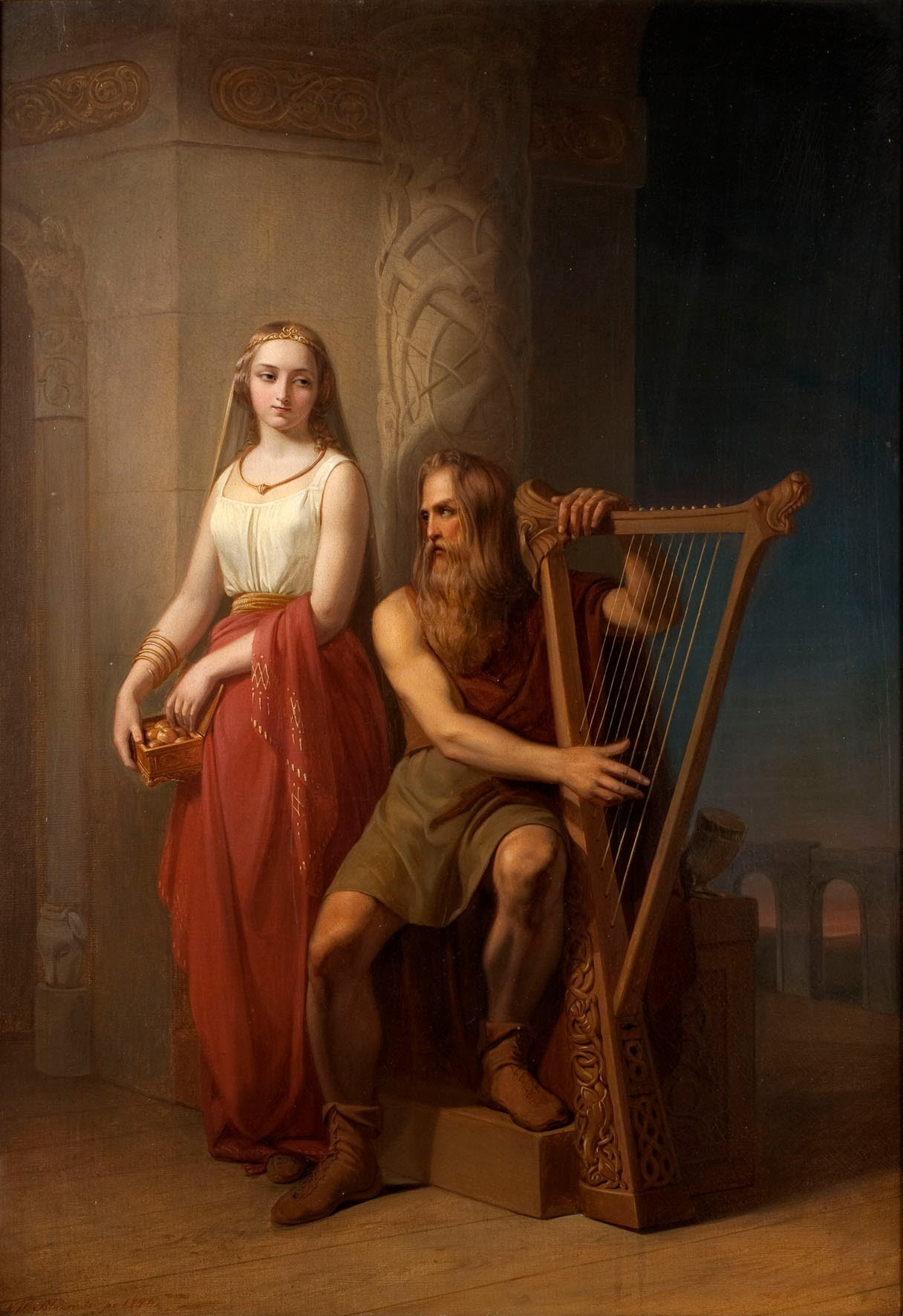
Namensgeber für den Brageprisen ist der nordische Gott der Dichtkunst Bragi (hier mit Gattin Idun)

Der Brageprisen ist ein norwegischer Literaturpreis, der seit 1992 jedes Jahr von der Stiftung Den norske Bokprisen (Der norwegische Buchpreis) in Zusammenarbeit mit Den norske Forleggerforening (Die norwegische Verlegergemeinschaft) verliehen wird. Der Preis hat zum Ziel, norwegische Literatur auszuzeichnen und Interesse an norwegischer Literatur zu wecken. Das ausgelobte Preisgeld beträgt 50.000 norwegische Kronen in jeder Kategorie, zusätzlich erhält der Gewinner die Bragestatue des Künstlers Børre Larsen.

## Kategorien
Der Preis wird jährlich in folgenden Kategorien verliehen:
- Belletristik für Erwachsene
- Kinder- und Jugendbücher
- Fachliteratur
- Offene Kategorie, die jedes Jahr wechselt (siehe Preisträger)
- Ehrenpreis

Zusätzlich zu diesen Kategorien wurde der Preis in den ersten Jahren auch in folgenden Kategorien verliehen:
- Lyrik
- Lehrbücher
- Bilderbücher
- Allgemeine Literatur

## Preisträger

### Preisträger aktueller Kategorien

#### Belletristik für Erwachsene
- 1992 – Karsten Alnæs, für Trollbyen
- 1993 – Øystein Lønn, für Thranes metode
- 1994 – Sigmund Mjelve, für Område aldri fastlagt
- 1995 – Ingvar Ambjørnsen, für Fugledansen. Dt. Ententanz. Rasch und Röhring, Hamburg 1996, ISBN 3-89136-598-5.
- 1996 – Bergljot Hobæk Haff, für Skammen. Dt. Scham. Claassen, Hildesheim 1998, ISBN 3-546-00131-1.
- 1997 – Liv Køltzow, für Verden forsvinner
- 1998 – Kjartan Fløgstad, für Kron og mynt
- 1999 – Frode Grytten, für Bikubesong. Dt. Was im Leben zählt. Nagel und Kimche, Zürich 2001, ISBN 3-312-00285-0.
- 2000 – Per Petterson, für I kjølvannet. Dt. Im Kielwasser. Hanser, München 2007, ISBN 978-3-446-20867-4.
- 2001 – Lars Saabye Christensen, für Halvbroren. Dt. Der Halbbruder. Goldmann, München 2003, ISBN 3-442-75108-X.
- 2002 – Niels Fredrik Dahl, für På vei til en venn. Dt. Auf dem Weg zu einem Freund. Kiepenheuer und Witsch, Köln 2004, ISBN 3-462-03409-X.
- 2003 – Inger Elisabeth Hansen, für Trask
- 2004 – Hanne Ørstavik, für Presten. Dt. Die Pastorin. Dt. Verlagsanstalt, München 2009, ISBN 978-3-421-04418-1.
- 2005 – Marita Fossum, für Forestill deg
- 2006 – Dag Solstad, für Armand V. Fotnoter til en uutgravd roman. Dt. Armand V. : Fussnoten zu einem unausgegrabenen Roman. Dörlemann, Zürich 2008, ISBN 978-3-908777-41-0.
- 2007 – Carl Frode Tiller, für Innsirkling
- 2008 – Per Petterson, für Jeg forbanner tidens elv. Dt. Ich verfluche den Fluss der Zeit. Hanser, München 2009, ISBN 978-3-446-23420-8.
- 2009 – Karl Ove Knausgård, für Min kamp. Første bok. Dt. Sterben. Luchterhand, München 2011, ISBN 978-3-630-87351-0.
- 2010 – Gaute Heivoll für Før jeg brenner ned. Dt. Bevor ich verbrenne. Schöffling, Frankfurt a. M. 2012, ISBN 978-3-89561-506-1.
- 2011 – Tomas Espedal für Imot naturen
- 2012 – Lars Amund Vaage für Syngja
- 2013 – Ruth Lillegraven für Urd
- 2014 – Rune Christiansen für Ensomheten i Lydia Ernemans liv
- 2015 – Lars Saabye Christensen für Magnet
- 2016 – Monica Isakstuen für Vær snill med dyrene
- 2017 – Olaug Nilssen für Tung tids tale
- 2018 – Tore Kvæven für Når landet mørknar
- 2019 – Nina Lykke für Full spredning
- 2020 – Beate Grimsrud für Jeg foreslår at vi våkner
- 2021 – Jon Fosse für Det nye navnet (Eit nytt namn)

#### Kinder- und Jugendbücher
- 1992 – Ragnar Hovland, für Ein motorsykkel i natta
- 1993 – Torill Eide, für Skjulte ærend
- 1994 – Klaus Hagerup, für Markus og Diana. Lyset fra Sirius
- 1995 – Liv Marie Austrem und Akin Düzakin, for Tvillingbror
- 1996 – Eirik Newth, für Jakten på sannheten. Dt. Die Jagd nach der Wahrheit : die unendliche Geschichte der Welterforschung. Hanser, München 1998, ISBN 3-446-19264-6.
- 1997 – Harald Rosenløw Eeg, für Vrengt
- 1998 – Stein Erik Lunde, für Eggg. Dt. Gilberts Rache. Carlsen, Hamburg 2006, ISBN 978-3-551-37147-8.
- 1999 – Erna Osland, für Salamanderryttaren
- 2000 – Rune Belsvik, für Ein naken gut
- 2001 – Anne Birkefeldt Ragde, für Biografien om Sigrid Undset. Ogsaa en ung Pige
- 2002 – Gro Dahle und Svein Nyhus, für Snill
- 2003 – Helga Gunerius Eriksen und Gry Moursund, für Flugepapir
- 2004 – Harald Rosenløw Eeg, für Yatzy. Dt. Brennweite: Spiel mit dem Feuer. Gerstenberg, Hildesheim 2011, ISBN 978-3-8369-5381-8.
- 2005 – Arne Svingen, für Svart elfenben
- 2006 – Stian Hole, für Garmanns sommer. Dt. Garmans Sommer. Hanser, München 2009, ISBN 978-3-446-23314-0.
- 2007 – Linn T. Sunne, für Happy
- 2008 – Johan Harstad, für Darlah – 172 timer på månen. Dt. Darlah. Dt. Taschenbuch-Verl., München 2010, ISBN 978-3-423-24777-1.
- 2009 – Maria Parr, für Tonje Glimmerdal (illustriert von Åshild Irgens). Dt. Sommersprossen auf den Knien. Dressler, Hamburg 2010, ISBN 978-3-7915-1610-3.
- 2010 – Hilde Kristin Kvalvaag, für Fengsla. Dt. Prison Island. Gerstenberg, Hildesheim 2012, ISBN 978-3-8369-5477-8.
- 2011 – Inga Sætre, für Fallteknikk
- 2012 – Kari Stai, für Jakob og Neikob. Tjuven slår tilbake
- 2013 – Brynjulf Jung Tjønn, für Så vakker du er
- 2014 – Annette Münch, für Badboy: Steroid
- 2015 – Torun Lian, für Reserveprinsesse Andersen
- 2016 – Anders N. Kvammen für Ungdomsskolen
- 2017 – Maria Parr für Keeperen og havet
- 2018 – Anna Fiske für Elven
- 2019 – Ane Barmen für Draumar betyr ingenting
- 2020 – Jenny Jordahl für Hva skjedde egentlig med deg?
- 2021 – Erlend Skjetne für Eit anna blikk

#### Non-Fiction / Sachliteratur
- 1992 – Arne Forsgren (Hrsg.), für Rockleksikon
- 1993 – Trond Berg Eriksen, für Reisen gjennom helvete. Dantes inferno
- 1994 – Einar-Arne Drivenes, Marit Anne Hauan und Helge A. Wold, für Nordnorsk kulturhistorie
- 1995 – Espen Dietrichs und Leif Gjerstad, für Vår fantastiske hjerne
- 1996 – Arild Stubhaug, für Et foranskutt lyn. Nils Henrik Abel og hans tid
- 1997 – Anne Wichstrøm, für Kvinneliv, kunstnerliv. Kvinnelige malere i Nørge før 1900
- 1998 – Leif Ryvarden/Klaus Høiland, für Er det liv, er det sopp
- 1999 – Torbjørn Færøvik, für India – Stevnemøte med skjebnen
- 2000 – Johan Galtung, für Johan uten land. På fredsveien gjennom verden
- 2001 – Atle Næss, für Da jorden stod stille – Galileo Galilei og hans tid
- 2002 – Ivo de Figueiredo, für Fri mann
- 2003 – Knut Kjeldstadli (Hrsg.), für Norsk innvandringshistorie I–III
- 2004 – Tor Bomann-Larsen, für Folket. Haakon & Maud II
- 2005 – Odd Karsten Tveit, für Krig og diplomati. Oslo–Jerusalem 1978–1996
- 2006 – Bent Sofus Tranøy, für Markedets makt over sinnene
- 2007 – Frank Rossavik, für Stikk i strid. Ein biografi om Einar Førde
- 2008 – Bjørn Westlie, für Fars krig
- 2009 – Kjetil S. Østli, für Politi og røver
- 2010 – Tone Huse, für Tøyengata
- 2011 – Simen Ekern, für Roma
- 2012 – Torbjørn Færøvik, für Maos rike. En lidelseshistorie
- 2013 – Steffen Kverneland, für Munch. Dt. Munch. Avant-Verlag, Berlin 2013, ISBN 978-3-939080-80-0.
- 2014 – Marte Michelet, für Den største forbrytelsen
- 2015 – Morten A. Strøksnes, für Havboka. Eller kunsten å fange en kjempehai fra en gummibåt på et stort hav gjennom fire årstider
- 2016 – Åsne Seierstad für To søstre. Dt. Zwei Schwestern. Kein & Aber Verlag, Zürich 2017, ISBN 978-3-0369-5774-6.
- 2017 – Thomas Reinertsen Berg für Verdensteater
- 2018 – Helene Uri für Hvem sa hva?
- 2019 – Torgrim Eggen für Axel. Fra smokken til Ovnen – storyen om Axel Jensen
- 2020 – Dag Olav Hessen für Verden på vippepunktet
- 2021 – Lena Lindgren für Ekko. Et essay om algoritmer om begjær

#### Offene Klasse
- 1996 – Essay: Sven Kærup Bjørneboe, für Jerusalem, en sentimental reise
- 1997 – Bilderbücher für Kinder: Liv Marie Austrem und Akin Düzakin, für Tvillingsøster
- 1998 – Übersetzte Prosa: Christian Rugstad, für José Saramago – Det året Ricardo Reis døde
- 1999 – Biografie: Anders Heger, für Mykle. Et diktet liv
- 2000 – Krimi: Karin Fossum, für Elskede Poona
- 2001 – Lyrik: Annie Riis, für Himmel av stål
- 2002 – Jugendbuch: Synne Sun Løes, für Å spise blomster til frokost
- 2003 – Reiseliteratur: Torbjørn Færøvik, für Kina. En reise på livets elv
- 2004 – Novelle: Arne Lygre, für Tid inne
- 2005 – Comicstrip: John Arne Sæterøy («Jason»), für La meg vise deg noe…
- 2006 – Schulbuch 1. bis 10. Schuljahr: Kathinka Blichfeldt, Tor Gunnar Heggem und Ellen Larsen, für Kontekst. Basisbok i norsk for ungdomstrinnet
- 2007 – Sachbuch für Kinder: Jon Ewo und Bjørn Ousland, für Fortellingen om et mulig drap
- 2008 – Dichtung: Øyvind Rimbereid, für Herbarium
- 2009 – Übersetzte Prosa: Bjørn Alex Herrman, für Herman Melville – Moby-Dick
- 2010 – Bilderbücher für Erwachsene und Kinder: Stian Hole, für Garmanns hemmelighet
- 2011 – Biografie: Arnhild Skre, für Hulda Garborg: Nasjonal strateg
- 2012 – Jugendbuch: Linn T. Sunne, für Lille Ekorn
- 2013 – Sachbücher für Erwachsene: Yann de Caprona, für Norsk etymologisk ordbok
- 2014 – Novellen und Essays: Ingvild H. Rishøi, für Vinternoveller
- 2015 – Kriminalroman: Kjell Ola Dahl, für Kureren
- 2016 – Sachbücher für Kinder: Gudny Ingebjørg Hagen und Malgorzata Piotrowska für Fest og feiring
- 2017 – Lyrik: Cecilie Løveid für Vandreutstillinger
- 2018 – Wissenschaftspopularisierung: Anja Røyne für Menneskets grunnstoffer
- 2019 – Bilderbücher für Erwachsene und Kinder: Martin Ernstsen für SULT
- 2020 – Populärwissenschaft: Thomas Horne für Den store klimaguiden
- 2021 – Mariangela Di Fiore und Cathrine Trønnes Lie für Søstre. Min historie etter Utøya.

#### Ehrenpreis
- 1992 – Sigmund Skard
- 1993 – nicht vergeben
- 1994 – Halldis Moren Vesaas
- 1995 – Anne-Catharina Vestly
- 1996 – Kjell Askildsen
- 1997 – Jan Erik Vold
- 1998 – Dag Solstad
- 1999 – Kjell Aukrust
- 2000 – Eldrid Lunden
- 2001 – Jon Bing
- 2002 – Jostein Gaarder
- 2003 – Karsten Alnæs
- 2004 – NORLA Zentrum für norwegische Literatur und Fachliteratur im Ausland
- 2005 – Jon Fosse
- 2006 – Kari Risvik und Kjell Risvik
- 2007 – Guri Vesaas
- 2008 – Kjartan Fløgstad
- 2009 – Tor Åge Bringsværd
- 2010 – Herbjørg Wassmo
- 2011 – Kolbein Falkeid
- 2012 – Knut Faldbakken
- 2013 – Öffentliche Bibliotheken in Norwegen
- 2014 – Vigdis Hjorth
- 2015 – Einar Økland
- 2016 – Elisabeth Aasen
- 2017 – Kari Grossmann
- 2018 – Klaus Hagerup
- 2019 – Edvard Hoem
- 2020 – Dag Olav Hessen
- 2021 – Liv Køltzow

### Preisträger ehemaliger Kategorien

#### Lehrbücher
- 1992 – Askeland et al., für Soria Moria
- 1993 – Tore Linné Eriksen, für Norge og verden fra 1850–1940
- 1994 – Benestad et al., für Tallenes tale – Matematikk for 5 timers grunnkurs
- 1995 – Astrid Carlson, Svein Olav Drangeid und Truls Lind, für Humanbiologi

#### Lyrik
- 1992 – Paal-Helge Haugen, für Sone 0
- 1993 – Jan Erik Vold, für IKKE
- 1995 – Øyvind Berg, für Forskjellig

#### Bilderbücher
- 1992 – Sissel Solbjørg Bjugn/Fam Ekman, für Jente i bitar
- 1993 – Else Færden/Sissel Gjersum, für Garnnøstet som forsvant